# Je ne fais pas la guerre, je fais l'amour
Pour plus de détails, voir Fiche technique et Distribution.
Je ne fais pas la guerre, je fais l'amour (Non faccio la guerra, faccio l'amore) est un film hispano-italien réalisé par Franco Rossi et sorti en 1966.

## Synopsis
Au mitan des années 1960, un sous-marin allemand erre dans les mers européennes. À son bord, un équipage hagard et hébété est sous les ordres d'un commandant persuadé que la Seconde Guerre mondiale n'est pas terminée et qui se refuse à capituler. À bord se trouve également Ombrina, une jeune fille sauvée d'un naufrage alors qu'elle n'était âgée que d'un an et adoptée derechef par les sous-mariniers. Un jour, alors que par hasard le yacht du milliardaire sud-américain Don Getulio fait une halte près du sous-marin, Ombrina est dépêchée sur le luxueux bateau pour y voler de la nourriture.

## Fiche technique
Sauf indication contraire, les informations mentionnées dans cette section peuvent être confirmées par la base de données cinématographiques IMDb,  présente dans la section « Liens externes ».
- Titre en français : Je ne fais pas la guerre, je fais l'amour[1]
- Titre original italien : Non faccio la guerra, faccio l'amore[2]
- Titre espagnol : No hago la guerra... prefiero el amor[3]
- Réalisation : Franco Rossi
- Scenario :	Iaia Fiastri, Luigi Magni, José Luis Martínez Mollá
- Photographie :	Roberto Gerardi
- Montage : Giorgio Serrallonga
- Musique : Riz Ortolani
- Costumes : Gaia Romanini (it)
- Production : Silvio Clementelli (it)
- Société de production : Atlántida Films, Clesi S.R.L.
- Pays de production :  Italie -  Espagne
- Langue originale : Italien
- Format : Couleur - 2,35:1 - Son mono - 35 mm
- Durée : 96 minutes[2]
- Genre : Comédie[1],[2]
- Dates de sortie :
  - Italie : 23 décembre 1966
  - Espagne : 27 février 1968
  - France : 1973[1]

## Distribution
- Catherine Spaak : Ombrina
- Philippe Leroy : Nicola
- José Calvo : Don Getulio
- O.W. Fischer : Backhaus, le commandant du sous-marin
- Frank Wolff : Charlie Morgan
- Paul Müller : Dietrich
- Fiorenzo Fiorentini : Gianni
- Jacques Herlin : Adolfo
- Juan José Menéndez : Juan
- Ugo Adinolfi : Ugo
- Ángel Álvarez : Don Alvarez
- Mimmo Darni : Mimmo
- Cesare Gelli : Cesare
- Sandro Merli : Sandro
- Renato Montalbano : Renato
- Alejandra Nilo : Consuelo
- Seyna Seyn : Violetta